# Ronnie Simpson
Pour les articles homonymes, voir Simpson.
Ronald « Ronnie » Campbell Simpson, né le 11 octobre 1930 à Glasgow et mort le 19 avril 2004, était un footballeur écossais évoluant au poste de gardien. International écossais. 

## Biographie
On se souvient surtout de sa période avec le Celtic FC qui fut la première équipe britannique à remporter la Ligue des Champions en 1967. Avant d'atterrir au Celtic, il évolue au Queen's Park FC, au Third Lanark AC, à Newcastle United et à l'Hibernian FC. 
Il fait ses débuts avec l'équipe d'Écosse le 15 avril 1967, contre l'Angleterre, à l'âge de 36 ans. Il reçoit cinq sélections avec l'Écosse, encaissant un total de sept buts.
Après sa carrière de footballeur, il entraîne durant un an au Hamilton Academical FC, mais sans grand succès. Il fait partie du Scottish Football Hall of Fame, depuis 2011, lors de la huitième session d'intronisation.

## Carrière
- 1946-1950 : Queen's Park FC (Écosse).
- 1950-1951 : Third Lanark AC (Écosse).
- 1951-1960 : Newcastle United (Angleterre).
- 1960-1964 : Hibernian Édimbourg (Écosse).
- 1964-1970 : Celtic Glasgow (Écosse).

## Palmarès
- Finaliste de la Coupe intercontinentale en 1967 avec le Celtic FC
- Vainqueur de la Ligue des champions en 1967 avec le Celtic FC
- Champion d'Écosse en 1966, 1967, 1968, 1969 et 1970 avec le Celtic FC
- Vainqueur de la Coupe d'Angleterre en 1952 et 1955 avec Newcastle United

## Distinction personnelle
- Élu meilleur joueur écossais : 1967.